# Porrog
Porrog je vas na Madžarskem, ki upravno spada v podregijo Csurgói Šomodske županije.